# Araneus ginninderranus
Araneus ginninderranus este o specie de păianjeni din genul Araneus, familia Araneidae, descrisă de Dondale, 1966.
Este endemică în Australian Capital Territory. Conform Catalogue of Life specia Araneus ginninderranus nu are subspecii cunoscute.